# Nystalus radiatus
Nystalus radiatus là một loài chim trong họ Bucconidae.